# Еріхтоній
Еріхто́ній (грец. Εριχθόνιος) — цар Афін, син Гефеста та Геї; батько Пандіона І.
Гея народила Еріхтонія від сім'я Гефеста; мав напівзміїне-напівлюдське тіло. Афіна сховала його в скриню й доручила стерегти дочкам Кекропа Аглаврі, Герсі та Пандросі. Ерехтей виховувався в храмі Афіни, за допомогою якої скинув з трону Амфіктіона і став афінським володарем. На честь богині мудрості встановив свято Панафінеї. Одружився з наядою Праксіфеєю, мав сина Пандіона. Евріпід у трагедії «Іон» розповідає, що Посейдон поховав Ерехтея в щілині землі;